# Балтийские матросы
Балти́йские матро́сы («краса и гордость русской революции» или «краса и гордость революции») — матросы Балтийского флота, активные участники Русской революции и Гражданской войны в России. На ранних этапах революции 1917 года имели, в массе, крайне левые политические взгляды; поддерживали большевиков, левых эсеров и анархистов. Несогласие с насаждаемой большевиками однопартийной диктатурой привело к вооружённому выступлению моряков Кронштадта в 1921 году. После подавления восстания, балтийские матросы, как самостоятельная политическая сила, прекратили своё существование.

## Участие в событиях
- 1917, февраль — Февральская революция, в частности бои отряда Кутепова с восставшими в Петрограде 27 февраля 1917 года;
- 1917, март — убийства офицеров в Гельсингфорсе и Кронштадте.
- 1917, 28 апреля — создание Центробалта
- 1917, июнь — участие в конфликте из-за дачи Дурново
- 1917, июль — участие в Июльских событиях
- 1917, 7 ноября — Октябрьская революция, в частности Октябрьское вооружённое восстание в Петрограде, штурм Зимнего дворца, демонстрация бессилия
- 1917, 8—13 ноября — разгром выступления Керенского и Краснова
- 1917, 20 ноября — занятие большевиками Ставки Верховного главнокомандующего
- 1917, ноябрь—декабрь — гражданская война на Дону
- 1917, декабрь — захват власти над Балтийским флотом Центробалтом
- 1918, 19 января — роспуск Учредительного собрания
- 1918, 20 января — убийство Шингарёва и Кокошкина
- 1918, 14 октября — выступление матросов в Петрограде
- 1921, 1—18 марта — Кронштадтское восстание.

## Стереотипный образ
- Чёрный бушлат с пулемётными лентами крест-накрест[Прим. 1]
- Чёрные брюки-клёш
- Бескозырки
- Тельняшки
- Маузер
- Обращение «братишка»

## Матросы и наркотики
Как отмечает историк А. И. Фурсов, революционные матросы нередко ходили под наркотическим воздействием (кокаин и морфий были наиболее распространенными наркотиками в Петрограде, а матросы были среди их потребителей) и осуществляли революционные мероприятия в состоянии «наркотического транса». Из-за их непредсказуемости их очень боялись. Пристрастие матросов к наркотикам было вызвано введением царскими властями сухого закона, усложнявшего добывание спиртных напитков. Матросы употребляли т. н. «балтийский чай» — смесь спирта с кокаином. Спирт матросы именовали «кипяточком», а кокаин — «сахаром», отсюда и название.

## Балтийские матросы в литературе
- Иван Алексеевич Бунин, «Окаянные дни»[8]:

Говорят, что в Одессу присланы петербургские матросы, беспощаднейшие звери. И правда, матросов стало в городе больше и вида они нового, раструбы их штанов чудовищные. Вообще очень страшно по улицам ходить. Часовые все играют винтовками, — того гляди застрелят.— (запись в дневнике, 7 июня 1919)

Говорят, матросы, присланные к нам из Петербурга, совсем осатанели от пьянства, от кокаина, от своеволия. Пьяные, врываются к заключенным в чрезвычайке без приказов начальства и убивают кого попало. Недавно кинулись убивать какую-то женщину с ребёнком. Она молила, чтобы её пощадили ради ребёнка, но матросы крикнули: «Не беспокойся, дадим и ему маслинку!» — и застрелили и его. Для потехи выгоняют заключенных во двор и заставляют бегать, а сами стреляют, нарочно делая промахи.— (запись в дневнике, 10 июня 1919)
По воспоминаниям Ивана Бунина, балтийские матросы всем другим алкогольным напиткам предпочитали французский коньяк марки «Martell».
- Владимир Маяковский:

Ус залихватский закручен в форсе,
Прикладами гонят седых адмиралов
Вниз головой с моста в Гельсингфорсе.
- Образ Фёдора Жухрая из романа Островского «Как закалялась сталь».